# Любомирівка (Щастинський район)
Любомирівка (до 2024 року — Арте́ма) — село в Україні, в Україні, у Нижньотеплівській сільській громаді Щастинського району Луганської області. Населення становить 734 осіб.

## Історія
На околиці села були знайдені стоянки епохи Мезоліту.
Село засноване у зв'язку з організацією совхозу ім. Артема.

## Назва
Село назване на честь радянського партійного та державного діяча Федіра Сергєєва, відомого як Артем. Через це воно мало бути перейменоване згідно з законом про декомунізацію.
19 вересня 2024 року Верховна Рада підтримала перейменування села Артема на Любомирівка. 26 вересня 2024 року перейменування набуло чинності.

## Населення
За даними перепису 2001 року населення села становило 734 особи, з них 22,48 % зазначили рідною мову українську, 76,98 % — російську, а 0,54 % — іншу.